# Empty Threat
Empty Threat è un singolo del gruppo musicale scozzese Chvrches, pubblicato nel 2015 ed estratto dal loro secondo album in studio Every Open Eye.

## Tracce
- Download digitale

1. Empty Threat – 4:06

## Video
Il videoclip della canzone è stato girato in Florida e precisamente presso il Rapids Water Park di Riviera Beach.